# Элитный драфт ВНБА
Элитный драфт ВНБА (англ. WNBA elite draft) — второй этап драфта ВНБА 1997 года, который стал частью первого драфта лиги, во время которого были выбраны игроки, выступавшие в профессиональных лигах, как правило международных, который состоялся 27 февраля в два раунда и добавил, как и на первом этапе, ещё по два игрока в каждую команду, а под первым номером в нём клубом «Юта Старз» была выбрана защитник Дина Хэд.
Жанет Аркейн является самым титулованным игроком элитного драфта, выиграв первые четыре чемпионата ВНБА в составе «Хьюстон Кометс» (1997, 1998, 1999 и 2000), а Ронда Мэпп стала обладателем чемпионского титула в 2001 году в составе «Лос-Анджелес Спаркс». Помимо этого Дина Хэд и Дэдра Чарльз участвовали в этом драфте, будучи двукратными чемпионами NCAA в составе «Теннесси Леди Волантирс» (1989 и 1991).

## Легенда к драфту
|  | Выделены игроки, выбранные в Баскетбольный зал славы                      |
|  | Выделены участники Матча всех звёзд ВНБА и игроки сборной всех звёзд ВНБА |
|  | Выделены участники Матча всех звёзд ВНБА                                  |
|  | Выделены игроки сборной всех звёзд ВНБА                                   |
|  | Выделены игроки, не игравшие в ВНБА                                       |

## Первый раунд

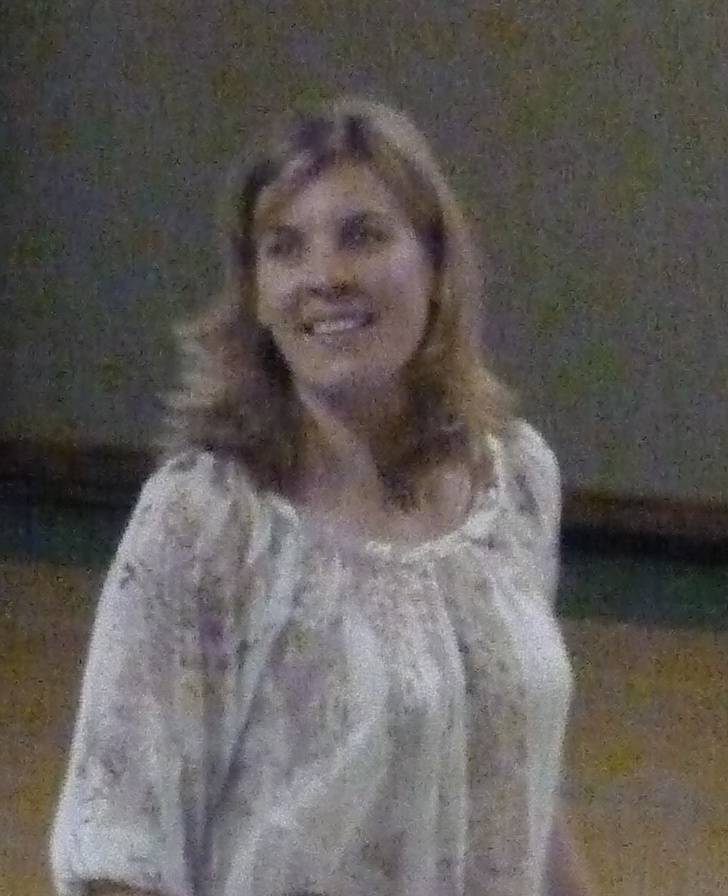
2-й номер элитного драфта, Изабелла Фиалковски

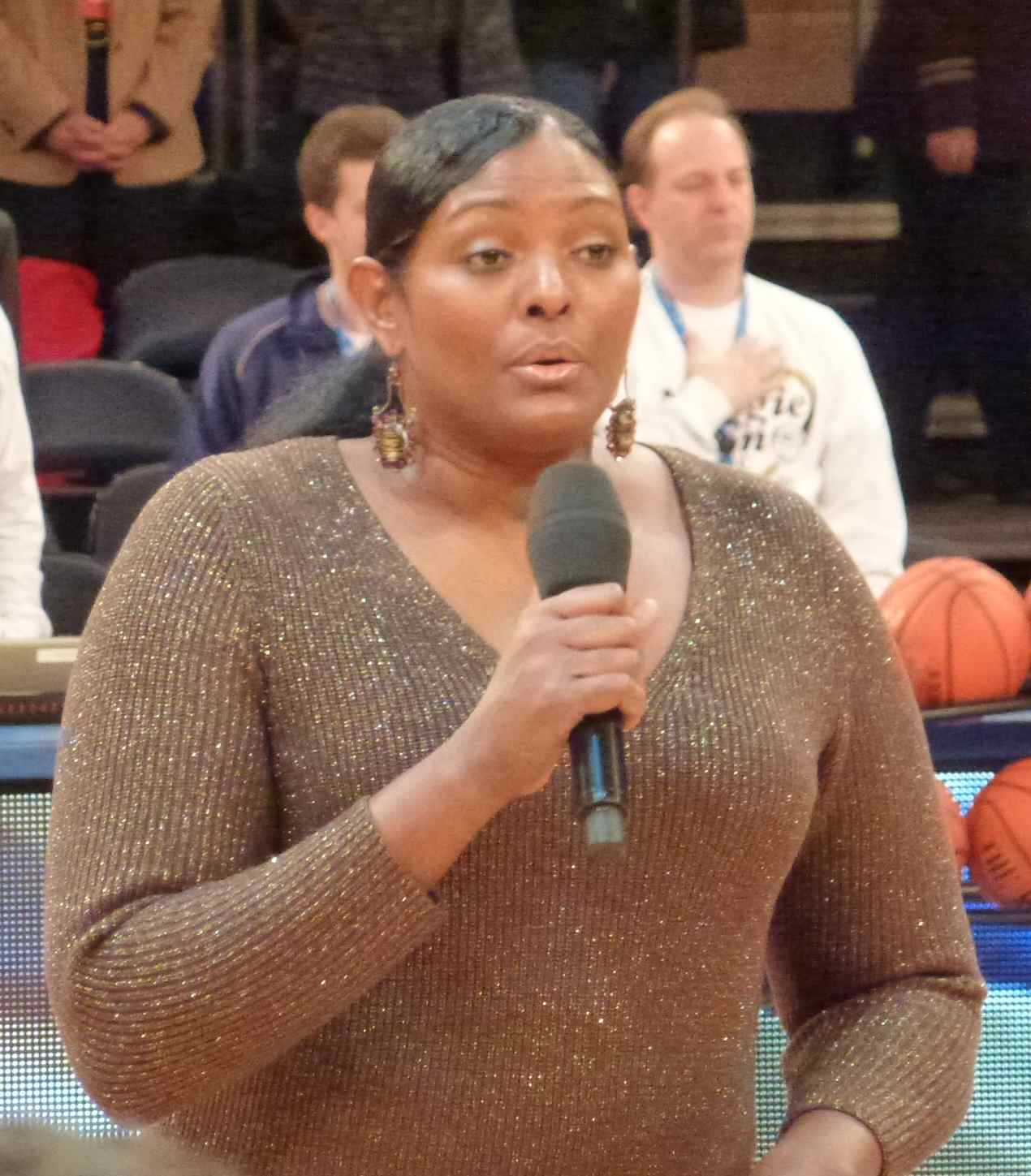
Ким Хэмптон, 4-й номер элитного драфта

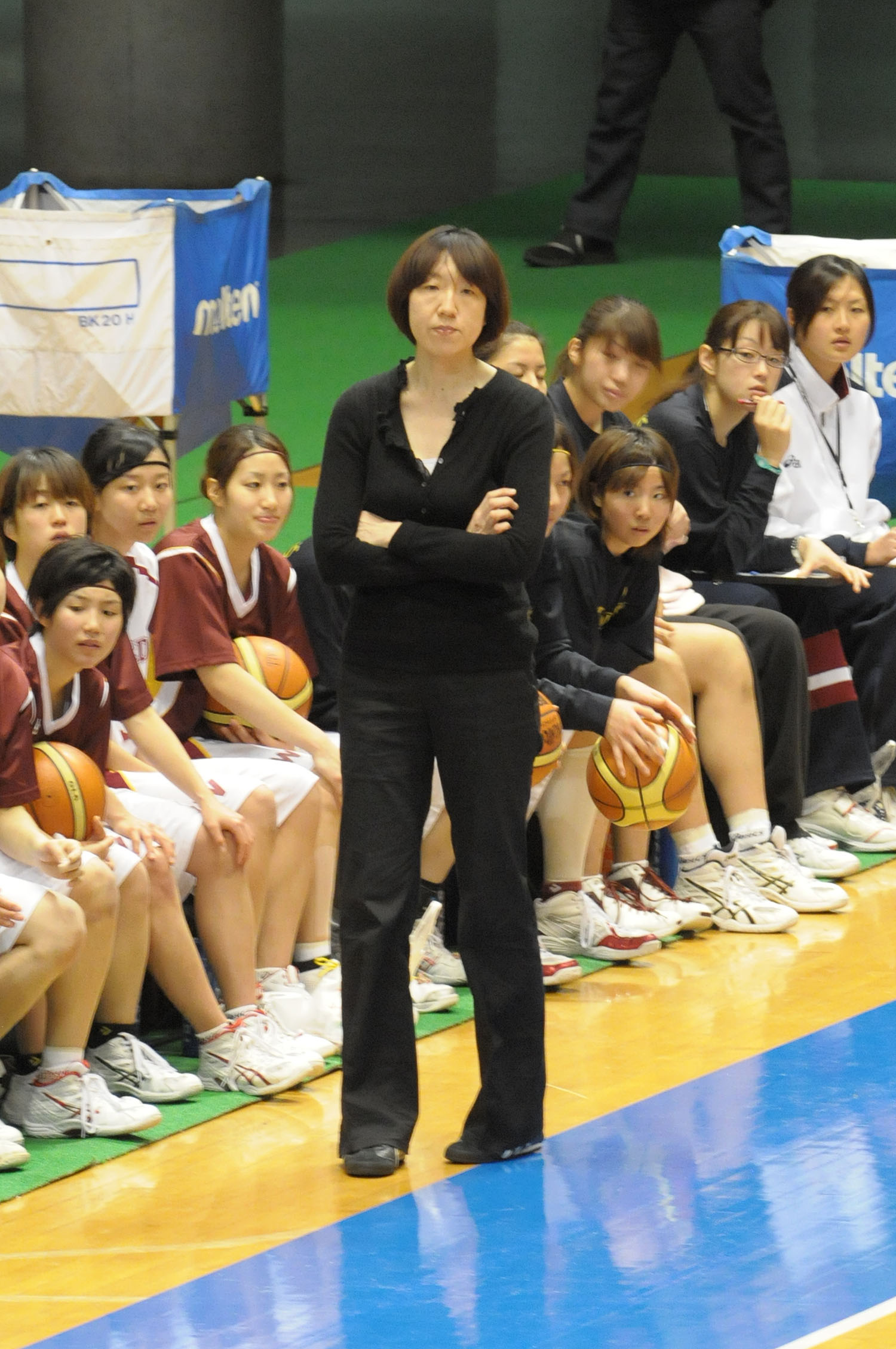
Микико Хагивара, 14-й номер элитного драфта

| Выбор | Игрок               | Позиция             | Гражданство | Команда драфта      | Бывшая команда                     | Университет                         |
| ----- | ------------------- | ------------------- | ----------- | ------------------- | ---------------------------------- | ----------------------------------- |
| 1     | Дина Хэд            | Защитник            | США         | Юта Старз           | БАК Миранд                         | Университет Теннесси                |
| 2     | Изабелла Фиалковски | Центровая / Форвард | Франция     | Кливленд Рокерс     | CJM Бурж Баскет                    | Колорадский университет в Боулдере  |
| 3     | Ронда Мэпп          | Центровая / Форвард | США         | Шарлотт Стинг       | Исаб Энерджи Приоло                | Университет штата Северная Каролина |
| 4     | Ким Хэмптон         | Центровая / Форвард | США         | Нью-Йорк Либерти    | Испания, Италия, Франция и Япония  | Университет штата Аризона           |
| 5     | Ванда Гайтон        | Форвард             | США         | Хьюстон Кометс      | Япония, Италия, Испания и Германия | Университет Южной Флориды           |
| 6     | Джуди Мосли-Макэфи  | Форвард             | США         | Сакраменто Монархс  | ДКСК Борсод-Чем Мишкольц           | Гавайский университет в Маноа       |
| 7     | Бриджет Петтис      | Форвард             | США         | Финикс Меркури      | —                                  | Флоридский университет              |
| 8     | Дэдра Чарльз        | Центровая           | США         | Лос-Анджелес Спаркс | Тарб Жесп Бигор                    | Университет Теннесси                |

## Второй раунд
| Выбор | Игрок           | Позиция            | Гражданство | Команда драфта      | Бывшая команда       | Университет                          |
| ----- | --------------- | ------------------ | ----------- | ------------------- | -------------------- | ------------------------------------ |
| 9     | Венди Палмер    | Форвард            | США         | Юта Старз           | —                    | Университет Виргинии                 |
| 10    | Линетт Вудард   | Защитник           | США         | Кливленд Рокерс     | Дайва Секьюритис     | Канзасский университет               |
| 11    | Мики Аткинс     | Форвард            | США         | Шарлотт Стинг       | —                    | Технологический университет Техаса   |
| 12    | Вики Джонсон    | Форвард            | США         | Нью-Йорк Либерти    | Тарб Жесп Бигор      | Технологический университет Луизианы |
| 13    | Жанет Аркейн    | Защитник / Форвард | Бразилия    | Хьюстон Кометс      | Сорокаба (Сан-Паулу) | —                                    |
| 14    | Микико Хагивара | Защитник           | Япония      | Сакраменто Монархс  | Япония               | —                                    |
| 15    | Нэнси Либерман  | Защитник           | США         | Финикс Меркури      | Вашингтон Дженералс  | Университет Старого Доминиона        |
| 16    | Чжэн Хайся      | Центровая          | Китай       | Лос-Анджелес Спаркс | Китай                | —                                    |

## Комментарии
1. ↑  Нэнси Либерман является самой возрастной баскетболисткой ВНБА, которая провела 25 матчей в сезоне 1997 года за «Финикс Меркури» в возрасте 39 лет.